# Maciej Badora

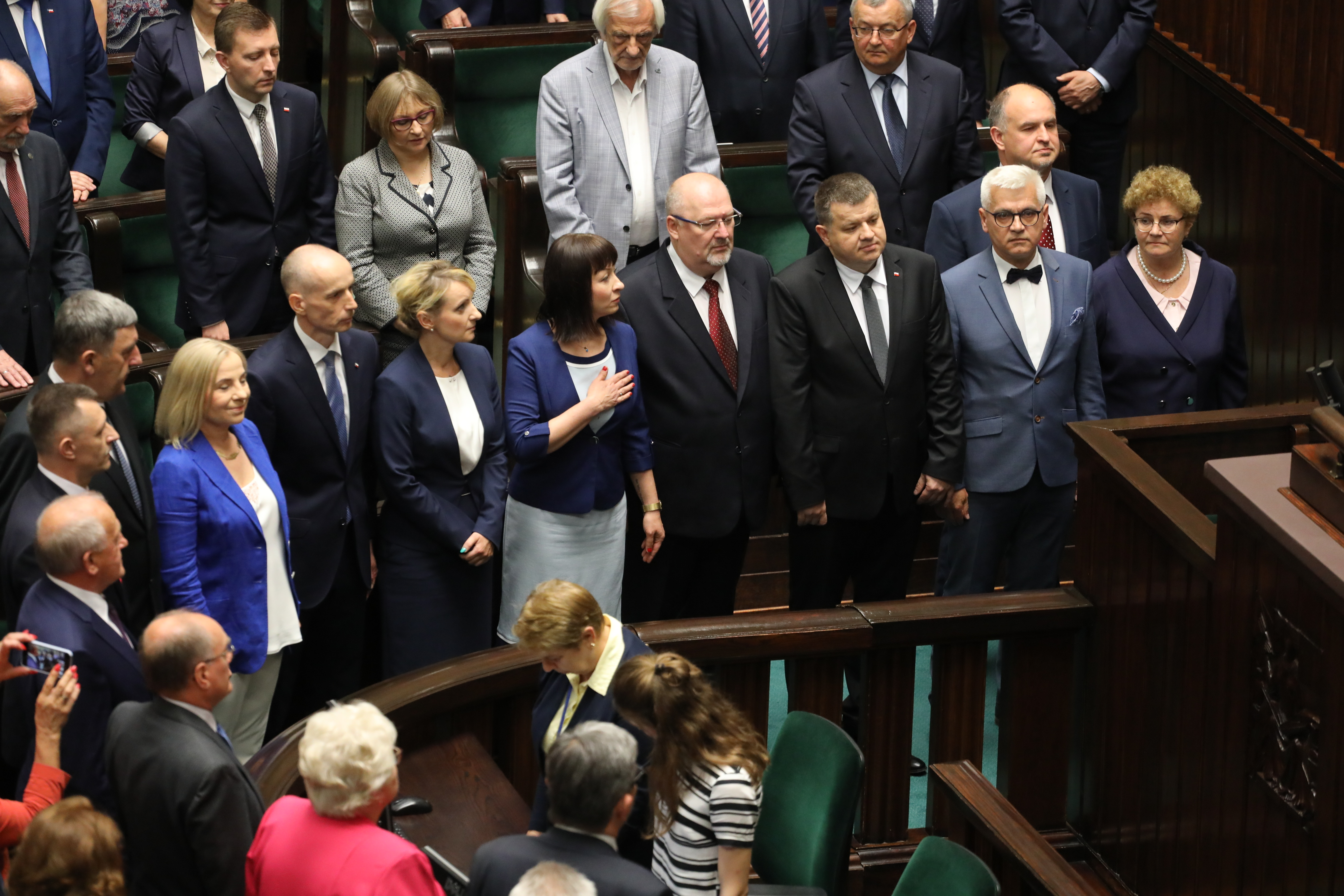
Maciej Badora (w drugim rzędzie, pierwszy od prawej)

Maciej Adam Badora (ur. 6 stycznia 1973 w Wałbrzychu) – polski polityk, prawnik i menedżer, adwokat, w 2019 poseł na Sejm VIII kadencji.

## Życiorys
W 1996 ukończył studia prawnicze na Wydziale Prawa, Administracji i Ekonomii Uniwersytetu Wrocławskiego. Odbył aplikację sędziowską w Świdnicy. Później rozpoczął praktykę w zawodzie adwokata, założył własną kancelarię specjalizującą się w prawie gospodarczym.
Związał się politycznie z Prawem i Sprawiedliwością. W 2010 bezskutecznie startował do rady powiatu wałbrzyskiego. W 2011 kandydował z ramienia PiS do Senatu w okręgu nr 4, zajmując 3. miejsce i uzyskując 19,09% poparcia. W 2015 bez powodzenia kandydował do Sejmu w okręgu wałbrzyskim, otrzymując 3135 głosów i zajmując 4. miejsce wśród kandydatów PiS (partii przypadły w tym okręgu 3 mandaty). W 2016 wybrano go prezesem Wałbrzyskiej Specjalnej Strefy Ekonomicznej Invest-Park, którą zarządzał przez trzy lata. W 2019 uzyskał możliwość objęcia mandatu posła w miejsce wybranej do Europarlamentu Anny Zalewskiej, na co wyraził zgodę. Złożył ślubowanie 12 czerwca 2019. W wyborach w tym samym roku nie uzyskał reelekcji. Powołany na doradcę marszałek Sejmu Elżbiety Witek. W wyborach w 2023 ponownie był kandydatem PiS do Sejmu. W 2024 startował natomiast do Sejmiku Województwa Dolnośląskiego.